# هارالد ایرمشر
هارالد ایرمشر (به آلمانی: Harald Irmscher) بازیکن فوتبال و هافبک اهل آلمان شرقی بود که از سال ۱۹۶۶ میلادی عضو تیم ملی فوتبال آلمان شرقی بوده‌است. وی در ۴۱ بازی ملی حضور داشته و در بازی‌های ملی‌اش ۴ گل به ثمر رساند. هارالد ایرمشر آخرین بازی ملی خود را در سال ۱۹۷۴ میلادی انجام داد.